# 弱無線鰨
弱無線鰨為輻鰭魚綱鰈形目鰨亞目舌鰨科的其中一種，為溫帶海水魚，分布於西北大西洋美國紐約至北卡羅萊納州海域，棲息深度102-233公尺，體長可達7.5公分，棲息在泥底質淺水域、海灣，生活習性不明。

## 扩展阅读
維基物種上的相關：弱無線鰨